# Raúl Porchetto
Raúl Rodolfo Porchetto (Mercedes, Buenos Aires, 15 de noviembre de 1949) es un músico y compositor argentino, considerado uno de los pioneros del rock nacional.

## Biografía

### Los años setenta
En 1972 editó su primer disco, Cristo Rock, álbum de corte progresivo, con músicos de La Pesada como banda de apoyo, incluyendo a un muy joven Charly García (21) en teclados. Por entonces Porchetto participó del famoso concierto "El Acusticazo", editado como larga duración.
Entre 1973 y 1975 editó dos simples que fueron incluidos en compilados y dio varios shows para lo que formó una banda llamada Reino de Munt, en la que tocaron entre otros Alejandro Lerner y Gustavo Bazterrica.
En 1976 integró el efímero grupo acústico Porsuigieco (‘Porchetto, Sui Generis y Gieco’), junto a Charly García y Nito Mestre (que acababan de desarmar la banda Sui Generis), León Gieco y María Rosa Yorio.
Desde entonces y hasta 1979 grabó varios álbumes para EMI, en los que colaboran artistas como Pedro Aznar, Gustavo Bazterrica, Alejandro Lerner y Lito Epumer. En 1979 graba el álbum ¨Mundo¨.

### Los años ochenta
Editó Metegol (1980) y Televisión (1981), con la participación de los futuros G.I.T., discos de rock moderno, con un marcado sesgo new wave, de los primeros en su tipo en Argentina. 
El 16 de mayo de 1982, participó del Festival de la Solidaridad Latinoamericana, en apoyo a los soldados de la guerra de las Malvinas. Fue parte del cierre, con una suerte de PorSuiGieco.
Cuando todavía gobernaba la dictadura militar, cambió de banda (Gringui Herrera en guitarra; Willie Campins en bajo y Fernando ”Pepi” Marrone en batería), con esta edita 2 LP: Che pibe, que incluye el tema «Che pibe, vení votá» cantado a dúo con León Gieco y que fue disco de oro. 
En 1983, a un año de la guerra de las Malvinas, editó «Reina madre» que incluye el tema del mismo nombre, una ficticia carta de un soldado inglés a su madre, donde se preguntaba por lo ilógico de la guerra. Este álbum es uno de los más vendidos del rock nacional Argentino (doble platino).
Tras editar El mundo puede mejorar (1984), con Fernando ”Pepi” Marrone en (batería), Babú Cerviño (teclados), Alambre González (guitarra) y Sirso Iseas (bajo), regresó con otro exitoso disco en 1986: Noche y día que incluye «Bailando en las veredas», su último álbum con alcance masivo. Entre ambos, en 1985, recibió el Premio Konex en la disciplina 'Mejor autor de rock'.
Desde 1987 a 1996 realizó cuatro álbumes y en este último editó Fuera de juego, que contiene nuevas versiones de sus clásicos, entre las que se destaca la participación de Sandro en «Bailando en las veredas». También realizó Madre de Dios, una obra sinfónico–coral en cinco movimientos escritos por Porchetto a la manera clásica, sobre los textos evangélicos. Se presentó en el Estadio Obras con las voces a cargo del propio Porchetto, Jairo, Guillermo Guido, el coro Kennedy y Ángel Mahler.

### Años 2000
En 2001 editó Centavos de amor Se trata de un álbum con letras muy críticas, donde sus hijos ya son parte de la banda: Daniel es el tecladista y Ana Clara hace los coros. Además, los acompañaron Javier Torrecillas, Sirso Iseas y Rafael Valle.
«Me borré del mapa -admitió en ese entonces-. Fue por decisión propia: llegó un momento en que tuve una saturación muy grande y sentí que no tenía sentido seguir haciendo mis cosas mecánicamente, sin sentimiento. Argentina era pizza y champán, todo light, muy plástica, y hasta la música se transformó en eso. Y nada de eso tiene que ver conmigo».
En 2007 presentó un musical titulado Yo soy. Y editó "Platino", una recopilación de sus éxitos que incluye "Bailando en la vereda" a dúo con Sandro. La banda que lo acompaña está integrada por Javier Torrecillas en guitarra; Matias Hospital en batería; Daniel Porchetto en taclados, coros y armónica; y Mariano Hospital en bajo. 
En 2010 Porchetto editó Dragones y planetas. 
En 2016 sacó Concierto mágico, grabado en vivo con sus clásicos en duetos con artistas de renombre Como Charly García, Leon Gieco, Juanse, Willy Iturri y Lito Vitale entre otros.
Mientras que en 2018 realizó su último álbum a la fecha, Sombras en el cielo acompañado por Juanse (guitarras en todo el disco), León Gieco, Gabriel Pedernera (baterista del álbum) y Rolo Sartorio de La Beriso, entre otros. El álbum fue coproducido artísticamente por Tavo Lozano.

## Discografía

### Estudio
- 1972: Cristo Rock - Microfon / SONY BMG MUSIC ENTERTAINMENT ARGENTINA S.A.
- 1976: Porchetto - EMI ODEON
- 1977: Chico cósmico - EMI ODEON
- 1978: Volando de vida - EMI ODEON
- 1979: Mundo - EMI ODEON
- 1980: Metegol - Sazam / MUSIC HALL
- 1981: Televisión - Sazam / MUSIC HALL
- 1982: Che pibe - Sazam / MUSIC HALL
- 1983: Reina madre - RR / Interdisc
- 1984: El mundo puede mejorar - INTERDISC
- 1986: Noche y día - RCA
- 1987: Barrios bajos - RCA
- 1988: Bumerang - RCA
- 1990: Caras de la guerra - RR
- 1992: Altas cumbres - RR
- 2001: Centavos de amor - LEADER MUSIC
- 2006: Platino - RR
- 2007: Yo soy - RR
- 2010: Dragones y planetas - RR
- 2018: Sombras en el cielo

### En vivo
- 2008: Música en el Salón Blanco (En vivo) (DVD y VHS) - PRESIDENCIA DE LA NACIÓN ARGENTINA
- 2016: Concierto mágico en vivo

### Recopilaciones
- 1982: Retrospectivo 1976 - 1979 - EMI ODEON
- 1984: El disco de oro - SAZAM RECORDS
- 1985: Buen viaje con lo mejor de Raúl Porchetto - SAZAM RECORDS
- 1986: 20 grandes éxitos - INTERDISC
- 1987: Sus mejores momentos - MUSIC HALL
- 1997: Lo Mejor de Raúl Porchetto - BMG ARIOLA ARGENTINA S.A.

### Reversiones
- 1996: Fuera de juego

## Filmografía
- 1983: Buenos Aires Rock
- 1993: Canto Rodado, escuela de arte